# 卡緬斯卡亞區

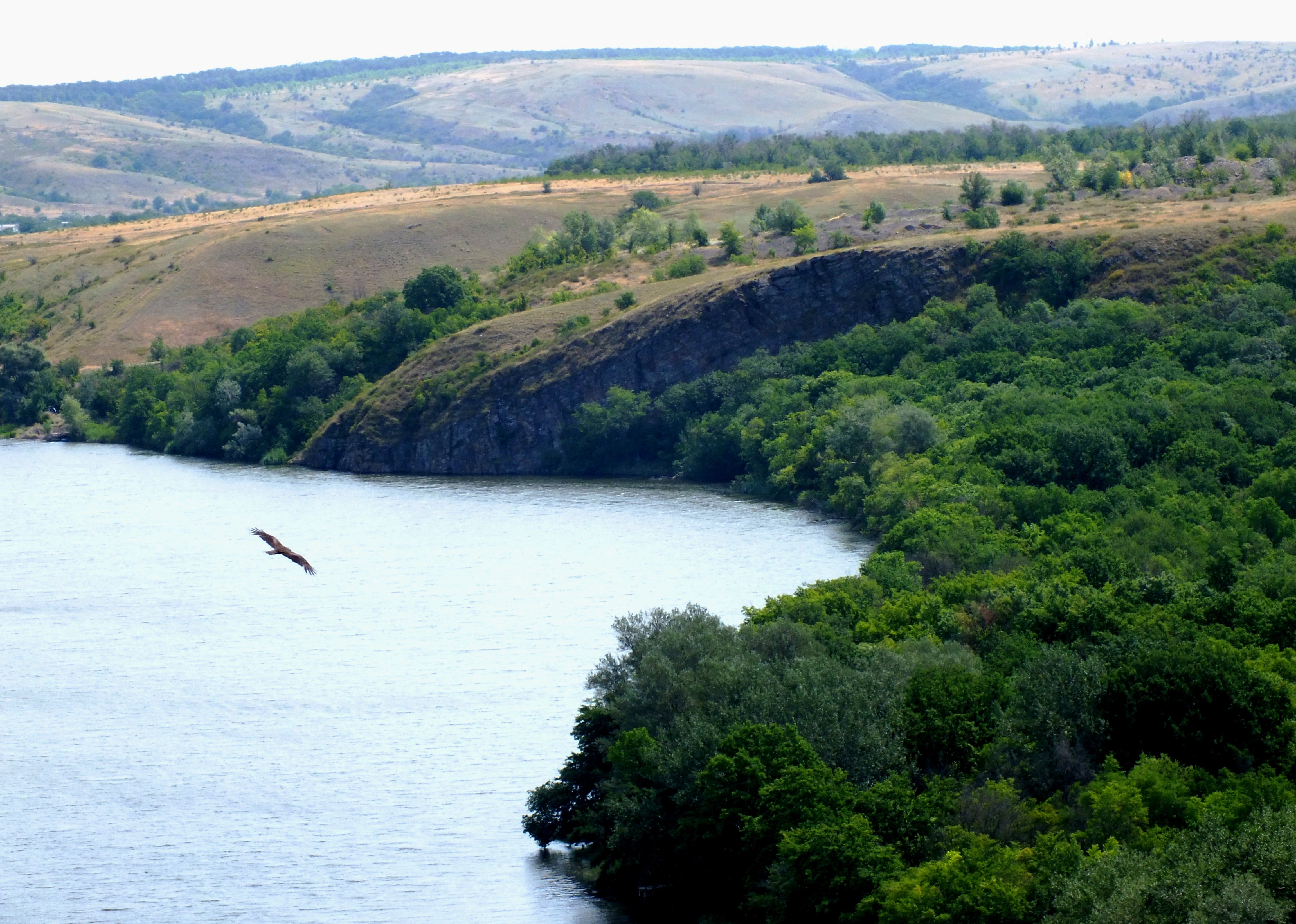

48°31′25″N 40°19′15″E / 48.52361°N 40.32083°E
卡緬斯卡亞區（俄語：Ка́менский райо́н）是俄羅斯的一個區，位於該國西南部，由羅斯托夫州負責管轄，面積2,570平方公里，2010年該區人口47,696，人口密度每平方公里18.56人。